# Brăești (Botoșani)
Brăeşti é uma comuna romena localizada no distrito de Botoşani, na região de Moldávia. A comuna possui uma área de 52.37 km² e sua população era de 2144 habitantes segundo o censo de 2007.